# 천하일색 양귀비
"천하일색 양귀비"는 1962년 공개된 대한민국의 영화이다.

## 배역
- 김진규 - 당 현종 역
- 신영균 - 안녹산 역
- 도금봉 - 양귀비 역
- 조미령
- 황해
- 허장강 - 양국충 역